# Шри-Джаяварденепура-Котте
Шри-Джаява́рденепура-Ко́тте (синг. ශ්‍රී ජයවර්ධනපුර කෝට්ටේ, там. சிறீ ஜெயவர்தனபுர கோட்டே), также известна как просто Ко́тте (синг. කෝට්ටේ, там. கோட்டை) — столица Шри-Ланки (с 1982 года), место нахождения парламента страны. Пригород крупнейшего города страны, Коломбо.

## История

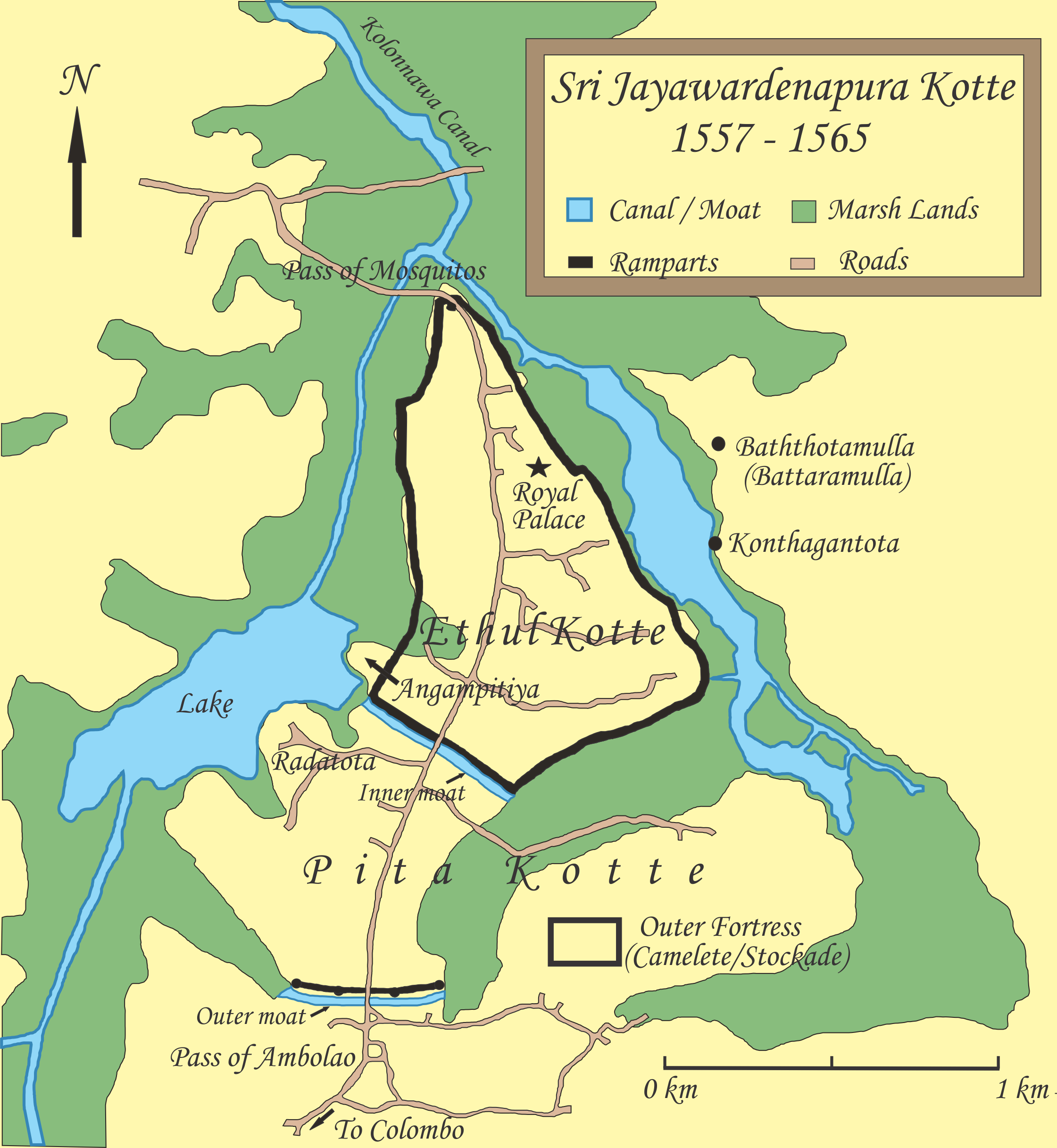
Карта Котте (1557—1565)

Город возник вокруг крепости Котте, возведённой в XIII веке. Котте являлась «водной крепостью», построенной на треугольнике, образованном реками Дияванна Оя и Колоннава Оя; с третьей стороны был вырыт ров. Крепость площадью 2,5 км² была защищена стенами из латерита высотой 2,5 метра и 10,7 м в ширину.
В 1391 году, после покорения королевства Джаффна принцем Сапумалом Котте получил эпитет 'Шри Джаявардханепура' ('блистательный город растущей победы'). Котте являлся столицей царства Котте, просуществовавшего до конца XVI века.
Прибывшие на остров в 1505 году португальцы установили контроль над городом в 1565 году. Однако, не сумев обеспечить защиту города от соседнего царства Ситавака, португальцы оставили Котте и сделали своей столицей Коломбо.
Новая урбанизация Котте началась в XIX веке. В это время были утрачены многие памятники, элементы которых использовались при новом строительстве, например моста Виктория (через реку Келани).
С 29 апреля 1982 года Котте — официальное место нахождения парламента Шри-Ланки. Парламентский комплекс был построен на острове в центре озера на реке Дияванна Оя. Процесс переноса правительства до сих пор не завершён.

## Природные условия
Климат тропический, поскольку столица расположена недалеко от экватора. Поэтому круглый год держится ровная высокая температура. На низменностях среднегодовые температуры составляют +26—28 градусов Цельсия. Разница средних температур самого жаркого и относительно прохладного месяца не превышает 2—5 градусов. Наибольшее количество дождей приходится на лето, когда господствуют насыщенные влагой юго-западные муссонные ветры. Летний муссон начинается в мае и затухает в сентябре. В разгар муссонного периода, в июне-августе, дожди ежедневны, нередко это бурные ливни. Среднее количество осадков до 2000 мм в год.

## Население
Население города составляло при последней переписи  около 115 000 жителей.
85 % жителей — сингалы, 7 % — тамилы. Официальными языками являются сингальский и тамильский. Сингальский язык употребляется только в Шри-Ланке и её столице. 75 % населения города — буддисты. Ещё около 15 % составляют индуисты (главным образом тамилы), около 10 % населения — христиане и мусульмане; обе религии отличает смешанный этнический состав.